# Dahuasan Lu
Dahuasan Lu (chiń. 大华三路站) – stacja metra w Szanghaju, na linii 7. Zlokalizowana jest pomiędzy stacjami Xingzhi Lu i Xincun Lu. Została otwarta 5 grudnia 2009.